# Bodil Jørgensen
Bodil Jørgensen (Vejle, 3 de março de 1961) é uma atriz dinamarquesa. Ela recebeu vários prêmios, incluindo cinco Robert prisen e o Prêmio Bodil em 1999 por seu papel principal em Idioterne de Lars von Trier.

## Biografia
Jorgensen é uma das atrizes mais populares da Dinamarca. Ela tem estrelado filmes e séries de TV desde o início dos anos 1990, com papéis de destaque para Idioterne de Lars von Trier, Hvidsten gruppen (2012) e De grønne slagtere (2003).  Em 1999, 2013 e mais recentemente, em 2015, ganhou o Robert prisen de melhor atriz.